# Canario Negro (Dinah Laurel Lance)
Canario Negro (Dinah Laurel Lance) es una superheroína ficticia que aparece en los cómics estadounidenses publicados por DC Comics. Lance es una de las dos mujeres bajo el alias Canario Negro dentro del Universo DC; es la hija de Dinah Drake y sucesora del manto de superhéroe en las narrativas post-crisis. Ella está comúnmente afiliada a la Liga de la Justicia de América y al superhéroe arquero Flecha Verde, profesional y románticamente. Ella también es un miembro común de Birds of Prey.
Canario Negro ha sido adaptada a varios medios, incluyendo películas animadas directas a video, videojuegos y series de televisión animadas y de acción en vivo, presentándose como protagonista principal o recurrente en los programas Birds of Prey, Liga de la Justicia Ilimitada, Smallville, Batman: The Brave and the Bold, Young Justice y Arrow. En Birds of Prey fue interpretada por Rachel Skarsten, y en Smallville fue interpretada por Alaina Huffman. En Arrow y en el Arrowverso, muestra al personaje Laurel Lance interpretada por Katie Cassidy. Dinah Lance hizo su debut cinematográfico en la película de DC Extended Universe Birds of Prey, interpretada por Jurnee Smollett-Bell.

## Biografía del personaje
Después de los eventos que alteraron el universo de Crisis on Infinite Earths (que concluyó en marzo de 1986), la historia de Canario Negro fue revisada nuevamente. La historia del trasplante mental de 1983 fue descartada; En esta versión de la historia, la actual Canario Negro es Dinah Laurel Lance, quien hereda la identidad de su madre, Dinah Drake Lance. Aunque algunas referencias (por ejemplo, las de la serie Starman de James Robinson) intentaron distinguir a las dos Canarios llamando a la primera "Diana", los relatos recientes han confirmado a Dinah como el nombre de pila de la madre.
Las historias de origen de las dos Canarias se cuentan en su totalidad en Secret Origins # 50 (agosto de 1990). En esta historia, Dinah Drake es entrenada por su padre, el detective Richard Drake, con la intención de seguirlo en la policía de Gotham City. Cuando la rechazan, su padre desilusionado muere poco después. Decidida a honrar su memoria, Dinah lucha contra el crimen y la corrupción por todos los medios posibles. Se convierte en una justiciera disfrazada, y usa su herencia para abrir una florería como su trabajo diario. Dinah se casa con su amante, el detective privado Larry Lance, y varios años después nace su hija, Dinah Laurel Lance (Birds of Prey # 66 (junio de 2004) establecería que tomaron el nombre "Laurel" de una bibliotecaria Dinah se hizo amigo durante un caso).
La joven Dinah tiene su propio "llanto de canario" —en esta versión, el resultado de un metagen ausente de sus padres— que (a diferencia del Canario Negro de la Edad de Plata) puede controlar. Al crecer rodeada de los amigos de su madre en la JSA disuelta (viéndolos como tíos y tías), desea ser un héroe disfrazado como su madre, pero la mayor Dinah la desanima, sintiendo que el mundo se ha vuelto demasiado peligroso para su hija para tener éxito. Independientemente, Dinah encuentra luchadores (incluido el exmiembro de JSA Wildcat) que la ayudan a perfeccionar sus habilidades, y después de años de dedicación y entrenamiento, asume el manto de Canario Negro a pesar de la oposición de su madre. Como su madre, Dinah opera en Gotham, con un trabajo diario en el negocio floral familiar.
En uno de los primeros números de Birds of Prey, el escritor Chuck Dixon hace que Dinah se case brevemente y se divorcie a una edad temprana. Aunque el exmarido Craig Windrow parece necesitar su ayuda, en realidad quiere reconciliarse después de desfalcar a la mafia. El matrimonio temprano y el exmarido de Dinah no se vuelven a mencionar hasta la serie limitada Black Canary de 2007.
Después de unirse a la Liga de la Justicia, Dinah conoce a Flecha Verde (Oliver Queen). Aunque a ella no le agrada al principio, se involucran sentimentalmente a pesar de la diferencia de edad; A diferencia de la descripción anterior, en las historias de la Edad Moderna, Oliver es considerablemente mayor que Dinah. Dinah es miembro de la Liga durante unos seis años, incluido un breve período en la Liga de la Justicia Internacional (LJI, que ella ayuda a fundar). Después de la muerte de su madre por el envenenamiento por radiación recibido durante su batalla con Acuario, Dinah siente que su tiempo en la LJI ha terminado. Se muda a Seattle con Flecha Verde y abre una floristería, Sherwood Florist.
Cuando Dinah perteneció a la LJI durante la década de 1980, usó un nuevo traje, un mono azul y negro de cuerpo entero con un motivo de pájaro y un corte ligeramente más holgado en lugar de su tradicional traje negro ceñido con medias de red. El cambio fue mal recibido y de corta duración, y los artistas posteriores restauraron su aspecto original.

### Birds of Prey
Cuando la ex Batichica Barbara Gordon es gravemente herida por el Joker, restablece su carrera de lucha contra el crimen como Oracle, agente de información para la comunidad de superhéroes. Después de trabajar brevemente con el Escuadrón Suicida, forma un equipo de misión encubierta. Como Barbara piensa que de todos los superhéroes Dinah tiene el mayor potencial, Oracle le pide a Canario Negro que se convierta en un operativo.
Canario Negro se reinventa, cambiando su peluca rubia por cabello rubio decolorado. Su relación con Oracle es inestable al principio, ya que su impulsividad choca con la organización de Oracle. Poco a poco, aprenden a trabajar juntos y se hacen amigos. Cuando Oracle huye de Blockbuster, Dinah la rescata y conoce a Barbara Gordon, profundizando su amistad.
Crisis infinita le da a la Tierra una nueva línea de tiempo, con Mujer Maravilla nuevamente como miembro fundador de la Liga de la Justicia. En una función de respaldo de la Semana 51 de 52, Canario Negro está en la batalla que forma la Liga. Su núcleo es Canario Negro, Green Lantern (Hal Jordan), Detective Marciano, Flash (Barry Allen), Aquaman, Superman, Batman y Mujer Maravilla. En la miniserie Black Canary de 2007, ella y Flecha Verde se unen a la Liga de la Justicia después de su fundación y son probados por el miembro fundador Batman al principio de su membresía. 
Durante la publicación de la serie limitada Crisis Infinita, la mayoría de los cómics de Universo DC avanzaron un año. Después de este salto de "Un año después", Dinah intercambia experiencias de vida con Lady Shiva para ablandar al guerrero y comienza un duro régimen de entrenamiento en un barrio de chabolas vietnamita no identificado. El régimen reproduce los primeros años de vida y el entrenamiento de Shiva, y Shiva asume el papel de Dinah en el grupo de Oracle.
Durante Countdown, varias series incluyen vínculos y preparativos para la boda de Dinah y Ollie. The Black Canary Wedding Planner detalla los preparativos; en Birds of Prey # 109, Dinah y Barbara hablan de la boda (y Ollie). Countdown: Justice League Wedding Special y Justice League # 13 se ocupan de las despedidas de soltero y soltera. Un hilo de la trama es un plan de la Liga de la Injusticia para atacar la boda.
Dinah dimite como presidenta de JLA después de la confrontación del equipo con el Gabinete Sombra. Después de enterarse de que Ollie comenzó su propia Liga de la Justicia con Hal Jordan, ella se enfrenta a él cuando llega a la Atalaya para advertirle de un ataque a los superhéroes del mundo. Prometheus llega y ataca al equipo, cortando el brazo de Red Arrow y maniobrando a Dinah en el camino de un rayo de energía disparado por Mikaal Tomas. Después de que Prometheus es derrotado, destruye Star City con un dispositivo de teletransportación. En su búsqueda de sobrevivientes, Dinah y Ollie descubren el cuerpo ensangrentado de la hija de Roy, Lian. Dinah va a la cama del hospital de Roy con Donna Troy para darle la noticia sobre su hija cuando salga del coma.
En Blackest Night, Dinah viaja a Ciudad Costera para luchar contra el ejército de Black Lanterns de Nekron. Según Nekron, puede controlar a los héroes (incluido Ollie) que han muerto y resucitado. Dinah pelea con su esposo, ahora un Black Lantern, con Mia y Connor. Ollie recupera el control de su cuerpo el tiempo suficiente para fallar a su esposa con un disparo que corta una manguera que contiene nitrógeno líquido. Dinah le ordena a Connor que use la manguera en Ollie, dejándolo completamente helado, y los tres se unen al resto de los héroes en la batalla.
Cuando Ollie vuelve a la normalidad, se descubre que asesinó en secreto a Prometheus y dejó que su cuerpo se pudriera en su cuartel general. Después de que Barry Allen y Hal Jordan confrontan a Ollie y Dinah con la noticia, Ollie escapa. Dinah, Hal y Barry lo buscan en las ruinas de Star City y lo encuentran buscando a uno de los hombres que trabajaban para Prometheus. Ollie los domina, dejando a Dinah en un fluido conteniendo. Después de que Flecha Verde se rinde por el asesinato de Prometheus, Dinah lo visita en la cárcel y se da cuenta de que quiere que lo dejen solo. Ella se quita el anillo de bodas, se lo deja a él y no asiste a su juicio.
En Brightest Day, Dinah regresa a Gotham en un relanzamiento de Birds of Prey con Gail Simone. En Birds of Prey # 1 (julio de 2010), la envían a salvar a un niño con Lady Blackhawk. Después de recibir una llamada de Oracle, el equipo (incluida Cazadora) se reúne. Se enfrentan a una nueva villana, Canario Blanco, que le guarda rencor a Dinah y expone su identidad civil. Después de capturar a Canario Blanco (la vengativa hermana de los Doce Hermanos en Seda), Dinah se entera de que Lady Shiva está detrás del ataque a las Birds. Dinah y Canario Blanco viajan a Bangkok; cuando las Birds llegan poco tiempo después, Dinah los ataca vestida de Canario Blanco. Más tarde, Dinah revela que Sin y sus padres adoptivos están siendo rehenes, sus vidas están amenazadas a menos que Dinah desafíe a Lady Shiva a una pelea a muerte. Cazadora se ofrece a ocupar el lugar de Dinah, razonando que tiene demasiadas personas que la aman. Sin embargo, esto le da a Dinah la oportunidad de rescatar a Sin con la ayuda de uno de los estudiantes de Canario Blanco, Terry, y volver corriendo para detener el duelo entre Helena y Shiva. Si bien se entiende que el duelo es una cuestión de deber y honor, Dinah les informa que no se mencionó el tiempo y que por ahora la pelea debe terminar y reanudarse en un momento posterior. Mientras Canario Blanco está disgustada, Shiva se pone del lado de Canario Negro y las Birds y la pelea termina.

### Bloodspell
Aunque la novela gráfica Canario Negro-Zatanna Bloodspell, escrita por Paul Dini y dibujada por Joe Quinones, estaba programada para su lanzamiento en 2012, se retrasó hasta mayo de 2014. La historia se centra en el encuentro de Dinah, de 16 años y Zatanna.

### The New 52
En septiembre de 2011, The New 52 reinició la continuidad de DC. En esta nueva línea de tiempo, Dinah Drake es Black Canary (luego se casa con Kurt Lance). Dinah funda Birds of Prey y recluta al equipo, comenzando con su amiga Ev Crawford, conocida como Starling. Finalmente, Katana y Poison Ivy se unen al equipo. Inicialmente reacia a unirse, Batichica se convierte en una adición regular al elenco en el cuarto número de la serie. Dinah se une al Equipo 7 en un flashback y es reclutada en la Liga de la Justicia para ayudar en el crossover "Throne of Atlantis", después de lo cual sigue siendo un miembro de reserva.

### DC Rebirth
En DC Rebirth #1, de Geoff Johns, Wally West refleja, desde fuera del universo, de cómo Canario Negro y Flecha Verde casi no se conocen entre sí más, cuando deberían ser marido y mujer, como resultado de alteraciones siniestros a la línea de tiempo. El cómic muestra a la pareja reuniéndose brevemente, por casualidad, y luego quedándose despiertos por la noche por separado, contemplando lo que falta en sus vidas. Se reencuentran en Flecha Verde Rebirth # 1 e instantáneamente se llevan bien. En la siguiente serie Flecha Verde, Dinah es la primera en notar algo mal con el aparente suicidio de Oliver (de hecho, un intento de asesinato de Shado) y desaparición. También es miembro actual de Birds of Prey, así como de la Liga de la Justicia de América. En Birds of Prey: Rebirth, se revela que Dinah y Barbara (Batichica) han sido buenas amigas desde hace algunos años, mientras acababan de conocer a Helena Bertinelli (Cazadora). En Justice League of America, se la ve luchando contra Caitlin Snow (Killer Frost), y luego Batman la recluta debido a las habilidades que posee.

## Poderes, habilidades y equipo
Aunque las representaciones de Canario Negro han variado a lo largo de los años, a menudo se la retrata como una prodigiosa combatiente cuerpo a cuerpo, habiendo dominado estilos como Aikidō, Boxeo, Capoeira, Hapkido, Judo, Jūjutsu, Kung Fu, Krav magá, Muay thai, Shuri-te, y Wing chun. Ha sido entrenada por otros luchadores de primer nivel, como Wildcat, Lady Shiva, Cassandra Cain, y Mujer Maravilla, además de haber superado a Batman, de vez en cuando, en combate cuerpo a cuerpo. Además de sus habilidades en artes marciales, Canario Negro ha sido descrita como una experta motociclista, gimnasta, agente encubierta e investigadora. También es una excelente líder y táctica, habiendo servido como comandante de campo de Birds of Prey y líder de la Liga de la Justicia y la Liga de Asesinos durante un tiempo.
Su superpoder, el llanto del canario, le permite crear vibraciones ultrasónicas cada vez que grita, lo que le permite dañar gravemente objetos orgánicos e inorgánicos. Su llanto canario ha sido representado como diez veces mayor que la de la mayoría de las armas sónicas e incluso ha sido representado como rompiendo metales y teniendo la resonancia para afectar y destrozar la Tierra. En el New 52, su llanto canario ahora le otorga la capacidad de deslizarse y propulsarse a través de largas distancias gritando hacia abajo. Debido a esta dependencia del habla, a menudo los villanos la atan y la amordazan como medio de incapacitación. A pesar de su poder, Canario Negro a menudo confía en sus habilidades en artes marciales, prefiriendo usar su llanto de canario solo en situaciones urgentes, como contra oponentes con superpoderes.
El origen del llanto de canario de Canario Negro ha sido reconfigurado a lo largo de la historia de su personaje, y originalmente se lo describió como de origen mágico debido a que el Mago lo maldijo. Más tarde, el grito se describe como una habilidad metahumana innata. A partir del New 52, su habilidad es el resultado de la experimentación humana por parte de los líderes ejecutivos del Equipo 7, lo que implica que sea tratada con genes de una chica alienígena llamada Ditto.

## Recepción
IGN la calificó como su 81° héroe de cómic más grande de todos los tiempos. Fue número 26 en la lista de las "100 mujeres más sexys en cómics" de Comics Buyer's Guide.

## En otros medios

### Televisión

#### Acción en vivo
- La primera aparición en vivo de Canario Negro fue la interpretación de Danuta Wesley en 1979 en los dos especiales de NBC Legends of the Superheroes.
- El personaje apareció en la breve serie de televisión de 2002 Birds of Prey, una adaptación del cómic. Dinah Lance se convirtió en Dinah Redmond (interpretada por Rachel Skarsten) una adolescente fugitiva con poderes psíquicos. Su madre Carolyn Lance (interpretada por Lori Loughlin) era Canario Negro con un grito de canario supersónico.
- En 2008, Smallville presentó a Canario Negro (interpretada por Alaina Huffman) como una asesina que es reclutada para el equipo de superhéroes de Flecha Verde. Aparece en varios episodios, incluidos varios estrenos y finales de temporada.
- En la serie de televisión de 2012 Arrow y otras series ambientadas en su universo ficticio, Dinah Laurel Lance es interpretada por Katie Cassidy.

#### Animación
- La versión de Dinah Laurel Lance (con la voz de Morena Baccarin) aparece en la serie secuela Liga de la Justicia Ilimitada (2004-2006), donde es miembro de la Liga de la Justicia, desarrolla una relación romántica con Flecha Verde y una sociedad con Huntress durante la serie.
- Batman: The Brave and the Bold (2008-2011) contó con Canario Negro (con la voz de Grey DeLisle) en varios episodios. En uno, forma Birds of Prey con Catwoman y Cazadora.[37] En otro, su llanto canario se usa para romper un hechizo realizado por Music Meister. Grey DeLisle repite su papel en Scooby-Doo! & Batman: The Brave and the Bold.
- Young Justice (2010-2013, 2019) presenta a Canario Negro (con la voz de Vanessa Marshall) como miembro de la Liga de la Justicia y entrenadora de combate del equipo de superhéroes adolescentes del programa. Su relación con Flecha Verde la vincula con su familia de superhéroes.
- Canario Negro hace un cameo en el breve webisodio animado de Justice League Action, "Selfie Help!" Aparece en una de las selfies de Space Cabbie.
- Las versiones clásicas y modernas del personaje aparecen en varias Películas animadas originales del Universo DC. Kari Wahlgren da voz a Canario Negro en la serie Flecha Verde de DC Nation Shorts.[38]

### Película
Dinah Lance es interpretada por Jurnee Smollett-Bell en DC Extended Universe.
- Canario Negro de Smollett aparece en Birds of Prey.[39][40][41][42][43][44][45][46][47] Esta versión es una cantante negra en el club nocturno de Roman Sionis y también es vecina de Cassandra Cain. Después de que Harley le rompe las piernas al conductor anterior de Sionis, él nombra a Dinah como su nueva conductora, impresionado después de presenciar sus habilidades de lucha. Debido a que conoce a Cassandra Cain, Renée Montoya la convence para ser su informante sobre las operaciones de Sionis, luego de que la detective menciona que su madre también solía ser una superheroína, quien fue asesinada en el cumplimiento del deber. Dinah está decidida a hacer lo que pueda para apaciguar a Sionis y no permitir que Cassandra sufra ningún daño, pero se convierte en un objetivo una vez que la mano derecha de Sionis, Victor Zsasz, descubre sus tratos con la policía de Gotham City. Ella acepta ayudar a Harley a salvaguardar a Cassandra y usa su grito canario para incapacitar a muchos de los hombres de Sionis a la vez, lo que le permite a Harley perseguirlo mientras secuestra a Cassandra. Después de la derrota de Sionis, se une a Renée y Helena Bertinelli para formar Birds of Prey, financiada por la fortuna de Helena.
- Smollett repetirá su papel en una próxima película de HBO Max centrada en el personaje.[48]

### Videojuegos
- Jennifer Hale y Grey DeLisle repiten el personaje en los videojuegos, apareciendo en Justice League Heroes para PlayStation Portable y Batman: The Brave and the Bold - The Videogame respectivamente.
- En DC Universe Online, Canario Negro es un personaje no jugable con la voz de Kelley Huston.
- El personaje aparece en Lego Batman 2: DC Super Heroes y en Lego Batman 3: Beyond Gotham con la voz de Kari Wahlgren.
- También está incluida en Young Justice: Legacy.
- Canario Negro hizo su debut como personaje jugable en el juego Injustice 2 de 2017, con Vanessa Marshall repitiendo su papel de Young Justice.